# Bonatea
Bonatea – rodzaj roślin z rodziny storczykowatych (Orchidaceae). Obejmuje 13 gatunków występujących w Afryce i na Bliskim Wschodzie  w takich krajach i regionach jak: Angola, Botswana, Burundi, Erytrea, Republika Południowej Afryki, Etiopia, Kenia, Malawi, Mozambik, Namibia, Rwanda, Arabia Saudyjska, Somalia, Sudan, Eswatini, Tanzania, Uganda, Jemen, Zambia, Demokratyczna Republika Konga, Zimbabwe.

## Systematyka
Rodzaj sklasyfikowany do podplemienia Orchidinae w plemieniu Orchideae, podrodzina storczykowe (Orchidoideae), rodzina storczykowate (Orchidaceae), rząd szparagowce (Asparagales) w obrębie roślin jednoliściennych.
Wykaz gatunków
- Bonatea antennifera Rolfe
- Bonatea boltonii (Harv.) Bolus
- Bonatea cassidea Sond.
- Bonatea lamprophylla J.Stewart
- Bonatea polypodantha (Rchb.f.) L.Bolus
- Bonatea porrecta (Bolus) Summerh.
- Bonatea pulchella Summerh.
- Bonatea rabaiensis (Rendle) Rolfe
- Bonatea saundersioides (Kraenzl. & Schltr.) Cortesi
- Bonatea speciosa (L.f.) Willd.
- Bonatea stereophylla (Kraenzl.) Summerh.
- Bonatea steudneri (Rchb.f.) T.Durand & Schinz
- Bonatea volkensiana (Kraenzl.) Rolfe